# Tragopogon acanthocarpus
Tragopogon acanthocarpus là một loài thực vật có hoa trong họ Cúc. Loài này được Boiss. miêu tả khoa học đầu tiên năm 1849.